# Glacier occidental du Mont-de-Greuvettaz
Ne doit pas être confondu avec Glacier de Greuvettaz ou Glacier du Petit-mont-de-Greuvettaz.
Le glacier occidental du Mont-de-Greuvettaz est un glacier d'Italie situé dans le massif du Mont-Blanc, dans le val Ferret.
Le glacier naît sur l'adret du mont de Greuvettaz, à environ 3 600 mètres d'altitude, et se dirige vers le sud,. Il est entouré par le glacier de Frébouze à l'ouest, les glaciers de Greuvettaz et du Petit-mont-de-Greuvettaz par-delà le mont de Greuvettaz et le Petit mont de Greuvettaz à l'est et le glacier de Triolet par-delà le mont de Greuvettaz au nord,.